# Axiodes trachyacta
Axiodes trachyacta là một loài bướm đêm trong họ Geometridae.